# TT76
TT76 (Theban Tomb 76) è la sigla che identifica una delle Tombe dei Nobili ubicate nell’area della cosiddetta Necropoli Tebana, sulla sponda occidentale del Nilo dinanzi alla città di Luxor, in Egitto. Destinata a sepolture di nobili e funzionari connessi alle case regnanti, specie del Nuovo Regno, l'area venne sfruttata, come necropoli, fin dall'Antico Regno e, successivamente, sino al periodo Saitico (con la XXVI dinastia) e Tolemaico.

## Titolare
TT76 era la tomba di:
| Titolare | Titolo                                   | Necropoli           | Dinastia/Periodo             | Note                                                                          |
| -------- | ---------------------------------------- | ------------------- | ---------------------------- | ----------------------------------------------------------------------------- |
| Tjenuna  | Portatore di flabello alle destra del Re | Sheikh Abd el-Qurna | XVIII dinastia (Thutmosi IV) | alla sommità del versante est della collina, sotto la TT81; a nord della TT78 |

## Biografia
Unica notizia biografica ricavabile dai rilievi parietali è il nome della moglie, Nebttaui.

## La tomba
Un breve corridoio dà accesso ad un'ampia sala con quattro pilastri. Al contrario di quanto avviene in gran parte della tombe del periodo, non esiste corridoio trasversale. Nell'angolo est della sala, si apre un accesso alla TT75.
Dei quattro pilastri, tre recano dipinti leggibili: su uno il defunto e la moglie, nonché testi sacri relativi alla Bella Festa della Valle; su un altro il defunto e la moglie in offertorio e, a loro volta, oggetto di offerte da parte di tre portatori di doni; sul terzo il defunto e (forse) la moglie si reca ad "adorare il disco solare". Sulle pareti, uno dei dipinti rappresenta Thutmosi IV e Hathor che ricevono dal defunto collari d'oro, mentre in altra scena una coppia (forse i genitori del defunto) vengono rappresentati seduti mentre alcuni uomini offrono fiori.

### Annotazioni
1. ↑  La prima numerazione delle tombe, dalla numero 1 alla 253, risale al 1913 con l’edizione del "Topographical Catalogue of the Private Tombs of Thebes" di Alan Gardiner e Arthur Weigall. Le tombe erano numerate in ordine di scoperta e non geografico; ugualmente in ordine cronologico di scoperta sono le tombe dalla 253 in poi.
2. ↑  I campi della Duat, ovvero l'aldilà egizio, si trovavano, secondo le credenze, proprio sulla riva occidentale del grande fiume.
3. ↑  Nella sua epoca di utilizzo, l'area era nota come "Quella di fronte al suo Signore" (con riferimento alla riva orientale, dove si trovavano le strutture dei Palazzi di residenza dei re e i templi dei principali dei) o, più semplicemente, "Occidente di Tebe".
4. ↑  le Tombe dei Nobili, benché raggruppate in un'unica area, sono di fatto distribuite su più necropoli distinte.
5. ↑  Le note, sovente di inquadramento topografico della tomba, sono tratte dal "Topographical Catalogue" di Gardiner e Weigall, ed. 1913 e fanno perciò riferimento alla situazione dell'epoca.

### Fonti
1. ↑  Gardiner e Weigall 1913.
2. ↑  Donadoni 1999,  p. 115.
3. 1 2  Porter e Moss 1927,  p. 149.
4. ↑  Gardiner e Weigall 1913, pp. 22-23.
5. ↑  Porter e Moss 1927,  pp. 149-150.